# Libnotes (Metalibnotes) persetosa persetosa
Libnotes (Metalibnotes) persetosa persetosa is een ondersoort van de tweevleugelige Libnotes (Metalibnotes) persetosa uit de familie steltmuggen (Limoniidae). De ondersoort komt voor in het Australaziatisch gebied.